# سلطان‌آباد (ارزوئیه)
سلطان‌آباد (بافت)، روستایی از توابع بخش ارزوئیه شهرستان بافت در استان کرمان ایران است.

## جمعیت
این روستا در دهستان وکیل آباد قرار دارد و براساس سرشماری مرکز آمار ایران در سال ۱۳۸۵، جمعیت آن ۲٬۰۶۷ نفر (۴۶۸خانوار) بوده‌است.